# Angelica Schuyler Church
Angelica Church, née Schuyler le 20 février 1756 à Albany et morte le 13 mars 1814, est la fille aînée du général de l'armée continentale Philip Schuyler. Sœur d'Elizabeth Schuyler Hamilton, elle est donc belle-sœur d'Alexander Hamilton.
Pendant seize ans, elle vit en Europe avec son mari d'origine britannique, John Barker Church (en), devenu député. Elle est un membre éminent de l'élite sociale partout où elle vit : Albany, New York, Paris ou encore Londres. Une partie de sa correspondance a été préservée, y compris des échanges notables avec Thomas Jefferson, Alexander Hamilton et le marquis de Lafayette.
Le village et la ville environnante d'Angelica, dans l'État de New York, sont nommés d'après elle.